# Juan Bautista Vilar
Juan Bautista Vilar Ramírez (Villena, 1941-Murcia, 13 de marzo de 2018) fue un historiador español.

## Biografía
Nacido en la localidad alicantina de Villena en 1941, fue catedrático de la Universidad de Murcia y autor de numerosas obras sobre la relación entre España y el norte de África, Murcia, la etapa isabelina y movimientos migratorios en la península.
Entre sus obras se encuentran El Dr. Diego Mateo Zapata (1664-1745). Medicina y judaísmo en la España moderna (1970), una biografía de Diego Mateo Zapata, Emigración española a Argelia (1830-1900). Colonización hispánica de la Argelia francesa (1975), La minería murciana contemporánea (1840-1930) (1985), Tetuán en el resurgimiento judío contemporáneo (1850-1870). Aproximación a la historia del judaísmo norteafricano (1985), El movimiento obrero en el distrito minero de Cartagena-La Unión (1840-1930), El indiano Juan Lopez: La villa murciana de Moratalla en la fundación del Nuevo Reino de Granada (1993), Intolerancia y libertad en la España contemporánea. Los orígenes del protestantismo español actual (Istmo, 1994), Murcia: de la emigración a la inmigración (2002), La España del exilio. Las emigraciones políticas españolas en los siglos XIX y XX (2006), Las relaciones de España con el Magreb: siglos XIX y XX (2007), Catálogo de la Biblioteca Romana del Cardenal Luis Belluga. Transcripción, estudio, edición (2009), El primer hispanismo británico en la formación y contenidos de la más importante biblioteca española de libros prohibidos. Correspondencia inédita de Luis de Usoz con Benjamín Wiffen (1840-1850) (2010), Mujeres, Iglesia y Secularización. El Monasterio de Santa Clara la Real de Murcia en el tránsito de la Ilustración al Liberalismo (1788-1874) (2012) o La diócesis de Cartagena en el siglo XX. Una aproximación histórico-sociológica (2014), entre otras. También ha sido editor de Murcia frontera demográfica en el sur de Europa (1994).
Falleció el 13 de marzo de 2018.